# 段上守
段上 守（だんがみ まもる、1944年12月4日- ）は、日本の技術者、実業家。九州電力副社長を経て大分共同火力代表取締役社長。

## 経歴・人物
福岡県出身。九州大学工学部機械工学科卒業。1967年、九州電力入社。1987年原子力建設部原子力工事課長。1991年玄海原子力発電所次長（蒸気発生器管理担当）。1997年玄海原子力発電所第一所長。2001年6月川内原子力発電所長。同年7月執行役員川内原子力発電所長。2007年6月、常務執行役員原子力発電本部長。2009年、副社長。
九電社内で原子力のエキスパートと言われ、2009年11月玄海原発3号機での日本初のプルサーマル発電開始を前に、「図らずも国内9電力会社の先頭を切る形になり、責任も感じているが、粛々と進めていきたい」と淡々と語った。趣味は「短気者に向いている」舟釣り、と述べている。
2011年6月より大分共同火力代表取締役社長。